# Škoda 422
Der Škoda 422 ist ein Automobilmodell des tschechischen Automobilherstellers Škoda Auto und als kleineres Schwestermodell des Škoda 430 konzipiert. Er kam 1930 mit verschiedenen (meist zweitürigen) Aufbauten in Holz-/Stahlmischkonstruktion heraus. Im selben Jahr kostete der Škoda 422 mit offener Karosserie 33.000 Kronen und mit Limousinenaufbau 37.000 Kronen. Gebaut wurde der Wagen bis 1932, es konnten rund 3500 Fahrzeuge abgesetzt werden.

## Technik

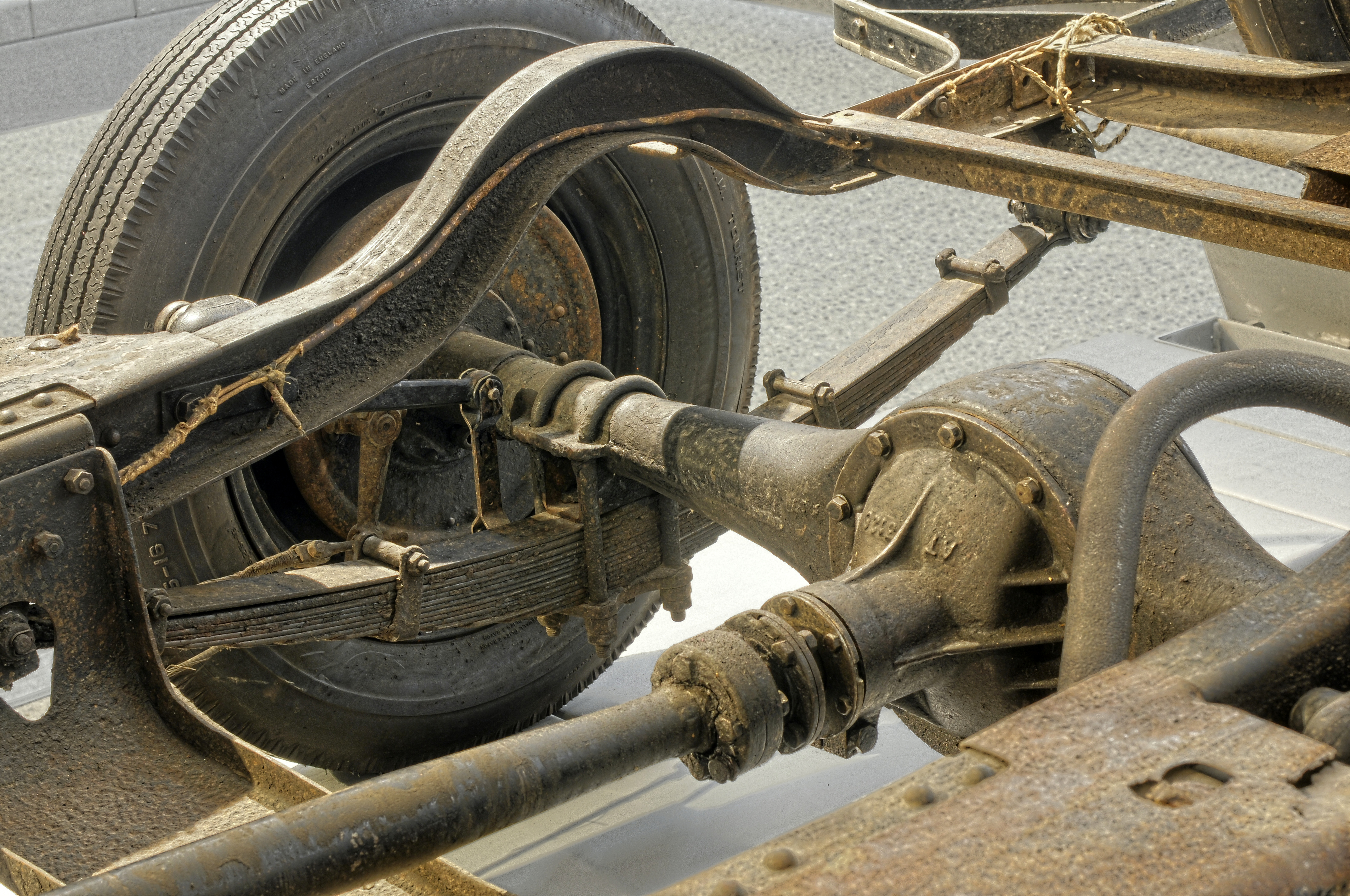
Antrieb, Hinterachse und Federung

Der Rahmen des Wagens besteht aus genieteten Stahl-U-Profilen und läuft trapezförmig nach vorn zu, die Starrachsen vorne und hinten sind an Blattfedern aufgehängt, der Radstand beträgt 2600 mm. Der Wagen ist ein Rechtslenker. Der wassergekühlte, seitengesteuerte Vierzylinder-Viertakt-Ottomotor hat einen Hubraum von 1195 cm³ und einen Zenithvergaser sowie 12-Volt-Batteriezündung. Die Leistung beträgt 22 PS (16 kW). Er beschleunigt das 950 kg schwere Fahrzeug bis auf 75 km/h. Über das an den Motorblock angeflanschte Getriebe und eine Kardanwelle wird die Antriebskraft an die Hinterräder weitergeleitet. Der Kraftstoffverbrauch beträgt 9 l/100 km.